# 1983年のロッテオリオンズ
1983年のロッテオリオンズでは、1983年シーズンのロッテオリオンズの動向についてまとめる。
この年のロッテオリオンズは、山本一義監督の2年目のシーズンであり、最後のシーズンである。

## 概要
山本監督の1年目を年間5位（同年までは前後期制で、前期6位・後期4位）で終え、2年目に向けて巻き返しを図るが、オフに主力打者の1人であるレオン・リーをトレードで大洋に放出、右肘を故障して前年後半より戦線離脱中のエース・村田兆治が球団への不満から阪神への移籍を志願し（結局残留）、さらに契約交渉で決裂し突然解雇を言い渡された高橋博士がパ・リーグに提訴し、一転復帰となるも開幕前に引退に追い込まれるなどオフから不穏な状況が続いていた。レオン放出に伴って、前年二塁手の落合博満は一塁手にコンバートされた。チームは前年三冠王の落合を中心に打線が好調で、開幕から5月上旬までは西武と首位争いをしていたが、5月中旬から6連敗→1つ勝ったあと8連敗→また1つ勝ったあと6連敗、であっという間に最下位に転落した。その後も6月下旬に7連敗、7月中旬にも7連敗、さらに8月下旬には9連敗と大型連敗を繰り返して最下位が定位置となり、山本監督の進退問題が浮上する事態に陥った。打線は落合が3年連続で首位打者となり、レロン・リーと水上善雄も3割をマークしたが、チーム打率はリーグ5位、一方で村田不在の投手陣は深沢恵雄と水谷則博が2ケタ勝利を挙げたものの、チーム防御率は5点台で12球団中、最下位だった。それまで12球団で唯一ペナントレース最下位の経験がなかったロッテだったが、5位の南海に8ゲーム差を付けられて球団初の最下位となり、山本監督はチームの責任を取らされ解任された。ベテラン弘田澄男はこのシーズンは不調もあって出場が100試合を切り、オフに阪神にトレードに出された。

## チーム成績

### レギュラーシーズン
| 1    | 左   | 劔持節雄 |
| 2    | 中   | 弘田澄男 |
| 3    | 一   | 落合博満 |
| 4    | 指   | リー     |
| 5    | 三   | 有藤道世 |
| 6    | 右   | 新谷嘉孝 |
| 7    | 二   | 井上洋一 |
| 8    | 捕   | 土肥健二 |
| 9    | 遊   | 水上善雄 |
| 投手 | 投手 | 水谷則博 |

| 順位 | 4月終了時 | 4月終了時 | 5月終了時 | 5月終了時 | 6月終了時 | 6月終了時 | 7月終了時 | 7月終了時 | 8月終了時 | 8月終了時 | 9月終了時 | 9月終了時 | 最終成績 | 最終成績 |
| ---- | --------- | --------- | --------- | --------- | --------- | --------- | --------- | --------- | --------- | --------- | --------- | --------- | -------- | -------- |
| 1位  | 西武      | --        | 西武      | --        | 西武      | --        | 西武      | --        | 西武      | --        | 西武      | --        | 西武     | --       |
| 2位  | ロッテ    | 0.5       | 阪急      | 8.0       | 日本ハム  | 12.0      | 日本ハム  | 14.0      | 日本ハム  | 11.5      | 阪急      | 16.0      | 阪急     | 17.0     |
| 3位  | 阪急      | 2.5       | 日本ハム  | 8.5       | 阪急      | 12.0      | 阪急      | 14.5      | 阪急      | 15.0      | 日本ハム  | 18.0      | 日本ハム | 20.5     |
| 4位  | 日本ハム  | 3.5       | 南海      | 9.0       | 南海      | 15.0      | 南海      | 16.0      | 近鉄      | 21.0      | 近鉄      | 26.0      | 近鉄     | 29.5     |
| 5位  | 南海      | 4.0       | 近鉄      | 11.0      | 近鉄      | 15.0      | 近鉄      | 16.5      | 南海      | 25.0      | 南海      | 28.5      | 南海     | 31.5     |
| 6位  | 近鉄      | 4.5       | ロッテ    | 11.5      | ロッテ    | 21.0      | ロッテ    | 26.0      | ロッテ    | 32.5      | ロッテ    | 37.5      | ロッテ   | 39.5     |

| 順位 | 球団                 | 勝 | 敗 | 分 | 勝率 | 差   |
| 1位  | 西武ライオンズ       | 86 | 40 | 4  | .683 | 優勝 |
| 2位  | 阪急ブレーブス       | 67 | 55 | 8  | .549 | 17.0 |
| 3位  | 日本ハムファイターズ | 64 | 59 | 7  | .520 | 20.5 |
| 4位  | 近鉄バファローズ     | 52 | 65 | 13 | .444 | 29.5 |
| 5位  | 南海ホークス         | 52 | 69 | 9  | .430 | 31.5 |
| 6位  | ロッテオリオンズ     | 43 | 76 | 11 | .361 | 39.5 |

## オールスターゲーム1983
| ファン投票 | 監督推薦          |
| ---------- | ----------------- |
| 選出なし   | 水谷則博 落合博満 |

## 表彰選手
| リーグ・リーダー | リーグ・リーダー | リーグ・リーダー | リーグ・リーダー |
| 選手名           | タイトル         | 成績             | 回数             |
| ---------------- | ---------------- | ---------------- | ---------------- |
| 落合博満         | 首位打者         | .332             | 3年連続3度目     |

| ベストナイン         | ベストナイン | ベストナイン |
| 選手名               | ポジション   | 回数         |
| -------------------- | ------------ | ------------ |
| 落合博満             | 一塁手       | 初受賞       |
| ダイヤモンドクラブ賞 |              |              |
| 選出なし             |              |              |

## ドラフト
| 順位 | 選手名   | ポジション | 所属       | 結果               |
| ---- | -------- | ---------- | ---------- | ------------------ |
| 1位  | 比嘉良智 | 投手       | 沖縄水産高 | 入団               |
| 2位  | 田中力   | 捕手       | 東芝府中   | 入団               |
| 3位  | 長冨浩志 | 投手       | 国士舘大学 | 拒否・電電関東入社 |
| 4位  | 岡島厚   | 捕手       | 神奈川大学 | 入団               |
| 5位  | 長利礼治 | 内野手     | 青森商業高 | 入団               |
| 6位  | 高橋忠一 | 外野手     | 東京ガス   | 入団               |